# Nathaniel P. Langford
Nathaniel Bueno Langford (Nueva York, 9 de agosto de 1832-Saint Paul, Minnesota; 18 de octubre de 1911) fue un explorador, empresario e historiador estadounidense, reconocido por haber jugado un papel importante en la creación del Parque nacional de Yellowstone.

## Biografía
Luego de realizar exploraciones en Montana, Langford se convirtió en miembro de la expedición Washburn-Langford-Doane de 1870, que exploró partes de la región que pronto se convertiría en el parque nacional de Yellowstone. El monte Langford, de 3.238 m (10.623 pies) en la cordillera Absaroka, a 12,1 km al este del lago Yellowstone, fue escalado por Langford y Gustavus Cheyney Doane durante la expedición y recibió su nombre.
Tras su participación en la expedición de Washburn, Langford fue nombrado primer superintendente del parque. Fue sustituido en su cargo por Philetus W. Norris. En 1905 publicó Diary of the Washburn Expedition to the Yellowstone and Firehole in the Year 1870, un libro que detallaba una visión completa de la expedición.
Falleció en Minnesota el 18 de octubre de 1911, a los setenta y nueve  años.